# INSAT-2C
O INSAT-2C foi um satélite de comunicação geoestacionário indiano da série INSAT que esteve localizado na posição orbital de 93,5 graus de longitude leste, ele foi construído e também era operado pela Organização Indiana de Pesquisa Espacial (ISRO). O satélite foi baseado na plataforma Insat-2/-3 Bus e sua expectativa de vida útil era de 9 anos. O mesmo saiu de serviço em junho de 2003 e foi enviado para uma órbita cemitério.

## História
Em março de 1994, a Índia selecionou a Arianespace para lançar o INSAT-2C e o INSAT-2D em 1995 e 1996, respectivamente. Os satélites são semelhantes aos INSATs anteriores, mas são 200 kg mais pesado no lançamento (2.100 kg) e com grandes painéis solares para 1,6 kW de energia elétrica. A carga útil de comunicação consistia de 12 transponders em banda C, 6 de banda C estendidos, 3 de banda Ku, e dois de banda S. O INSAT-2C e o INSAT-2D, além de ter transponders de comunicação como os INSAT-2A e INSAT-2B, tinha também transponders em banda Ku para comunicação empresarial, transponders de banda C estendidos para permitir cobertura da programação de TV com grande extensão para além das fronteiras da Índia para atender a população do Sul e Leste da Ásia, para o Oriente Médio e transponders para o serviço móvel. Eles não tinha a carga meteorológica. O INSAT-2C e o INSAT-2B foram colocalizado na órbita geoestacionária permitindo, assim, o uso eficiente de posições orbitais alocados.
O INSAT-2C funcionava com 1.620 watts e foi colocalizada em 93,5 graus de longitude leste ao lado do INSAT-2B, proporcionando cobertura televisiva de todos os países da Europa Central até o Sudeste da Ásia através de seus 24 transponders. Em abril de 2002 foi colocado em órbita inclinada em 48° leste onde permaneceu até junho de 2003.
Ao contrário de outros satélites do programa, o INSAT-2C era totalmente dedicado às telecomunicações e não tinha nenhuma carga útil para a meteorologia.
O satélite foi desativado em junho de 2003, após terminar a sua vida útil e foi enviado para uma órbita cemitério.

## Lançamento
O satélite foi lançado com sucesso ao espaço no dia 6 de dezembro de 1995, abordo de um Ariane 44L lançado a partir da Base de lançamento espacial do Centro Espacial de Kourou, na Guiana Francesa, juntamente com o satélite Telecom 2C. Ele tinha uma massa de lançamento de 2.050 kg.